# Ion Panțuru
Ion Panțuru (ur. 11 września 1934 w Comarnic, zm. 17 stycznia 2016 w Ploeszti) – rumuński bobsleista (pilot), reprezentant kraju, brązowy medalista olimpijski, wicemistrz i brązowy medalista mistrzostw świata, siedmiokrotny medalista mistrzostw Europy.
Uczestnik czterech zimowych igrzysk olimpijskich – w Innsbrucku (1964), Grenoble (1968), Sapporo (1972) i Innsbrucku (1976). Podczas drugiego startu w igrzyskach olimpijskich zdobył brązowy medal w dwójkach mężczyzn, wspólnie z Nicolae Neagoe. Na pozostałych igrzyskach partnerem Panțuru w dwójkach byli Hariton Pașovschi, Ion Zangor i Gheorghe Lixandru.
Wraz z Dumitru Focșeneanu dwukrotnie zdobył medal mistrzostw świata FIBT w Lake Placid – w 1969 roku był to medal srebrny, a w 1973 medal brązowy.
W swojej karierze siedmiokrotnie zdobywał medale mistrzostw Europy FIBT. W pierwszej edycji mistrzostw, w Igls (1967) został mistrzem w czwórkach i wicemistrzem w dwójkach. W Sankt Moritz (1968) zdobył srebrny medal w czwórkach, w Cervinii (1969) srebrne medale w dwójkach i czwórkach, w Cortina d'Ampezzo (1970) brąz w czwórkach, a w Igls (1971) drugi w karierze tytuł mistrzowski w czwórkach.
Przed rozpoczęciem startów w bobslejach Ion Panțuru był bramkarzem w klubie piłkarskim Carpați Sinaia.

## Osiągnięcia

### Igrzyska olimpijskie
| 1964, Innsbruck | – | 13. miejsce (dwójki), 15. miejsce (czwórki)  |
| 1968, Grenoble  | – | brązowy medal (dwójki), 4. miejsce (czwórki) |
| 1972, Sapporo   | – | 5. miejsce (dwójki), 10. miejsce (czwórki)   |
| 1976, Innsbruck | – | 11. miejsce (dwójki), 14. miejsce (czwórki)  |

#### Starty na igrzyskach olimpijskich – szczegółowo
| Miejsce | Data                      | Miejscowość | Konkurencja | Skład zespołu                                                                     | Przejazd 1 | Przejazd 1 | Przejazd 2 | Przejazd 2 | Przejazd 3 | Przejazd 3 | Przejazd 4 | Przejazd 4 | Łącznie | Strata | Zwycięzcy                                                                  |
| Miejsce | Data                      | Miejscowość | Konkurencja | Skład zespołu                                                                     | Czas       | Miejsce    | Czas       | Miejsce    | Czas       | Miejsce    | Czas       | Miejsce    | Łącznie | Strata | Zwycięzcy                                                                  |
| ------- | ------------------------- | ----------- | ----------- | --------------------------------------------------------------------------------- | ---------- | ---------- | ---------- | ---------- | ---------- | ---------- | ---------- | ---------- | ------- | ------ | -------------------------------------------------------------------------- |
| 13.     | 31 stycznia–1 lutego 1964 | Innsbruck   | dwójki      | Rumunia I Ion Panțuru Hariton Pașovschi                                           | 1:07,74    | 17.        | 1:06,97    | 10.        | 1:06,92    | 12.        | 1:07,47    | 14.        | 4:29,10 | 7,20   | Wielka Brytania I Anthony Nash Robin Dixon                                 |
| 15.     | 5–7 lutego 1964           | Innsbruck   | czwórki     | Rumunia I Ion Panțuru Gheorghe Maftei Constantin Cotacu Hariton Pașovschi         | 1:04,70    | 15.        | 1:04,89    | 15.        | 1:05,05    | 12.        | 1:05,16    | 13.        | 4:19,80 | 5,34   | Kanada I Vic Emery Peter Kirby Doug Anakin John Emery                      |
| 3.      | 8–11 lutego 1968          | Grenoble    | dwójki      | Rumunia I Ion Panțuru Nicolae Neagoe                                              | 1:10,20    | 2.         | 1:11,62    | 6.         | 1:11,31    | 7.         | 1:11,33    | 4.         | 4:44,46 | 2,92   | Włochy I Eugenio Monti Luciano De Paolis                                   |
| 4.      | 16 lutego 1968            | Grenoble    | czwórki     | Rumunia I Ion Panțuru Petre Hristovici Gheorghe Maftei Nicolae Neagoe             | 1:10,59    | 6.         | 1:07,55    | 3.         | —          | —          | —          | —          | 2:18,14 | 0,75   | Włochy I Eugenio Monti Luciano De Paolis Roberto Zandonella Mario Armano   |
| 5.      | 4–5 lutego 1972           | Sapporo     | dwójki      | Rumunia I Ion Panțuru Ion Zangor                                                  | 1:16,50    | 7.         | 1:15,31    | 2.         | 1:14,04    | 3.         | 1:14,68    | 9.         | 5:00,53 | 3,46   | RFN II Wolfgang Zimmerer Peter Utzschneider                                |
| 10.     | 11 lutego 1972            | Sapporo     | czwórki     | Rumunia I Ion Panțuru Ion Zangor Dumitru Pascu Dumitru Focșeneanu                 | 1:12,07    | 11.        | 1:12,65    | 14.        | 1:11,08    | 7.         | 1:11,32    | 7.         | 4:47,12 | 4,05   | Szwajcaria I Jean Wicki Hans Leutenegger Werner Camichel Edy Hubacher      |
| 11.     | 6–7 lutego 1976           | Innsbruck   | dwójki      | Rumunia I Ion Panțuru Gheorghe Lixandru                                           | 57,15      | 11.        | 57,43      | 11.        | 57,85      | 16.        | 57,66      | 12.        | 3:50,09 | 5,67   | NRD II Meinhard Nehmer Bernhard Germeshausen                               |
| 14.     | 13–14 lutego 1976         | Innsbruck   | czwórki     | Rumunia II Ion Panțuru Constantin Romaniuc Alexe Gheorghe Tănăsescu Mihai Nicolau | 56,09      | 15.        | 56,23      | 15.        | 56,81      | 12.        | 57,57      | 13.        | 3:46,70 | 6,27   | NRD I Meinhard Nehmer Jochen Babock Bernhard Germeshausen Bernhard Lehmann |